# 聖佩德羅省 (科特迪瓦)
4°45′N 6°38′W / 4.750°N 6.633°W

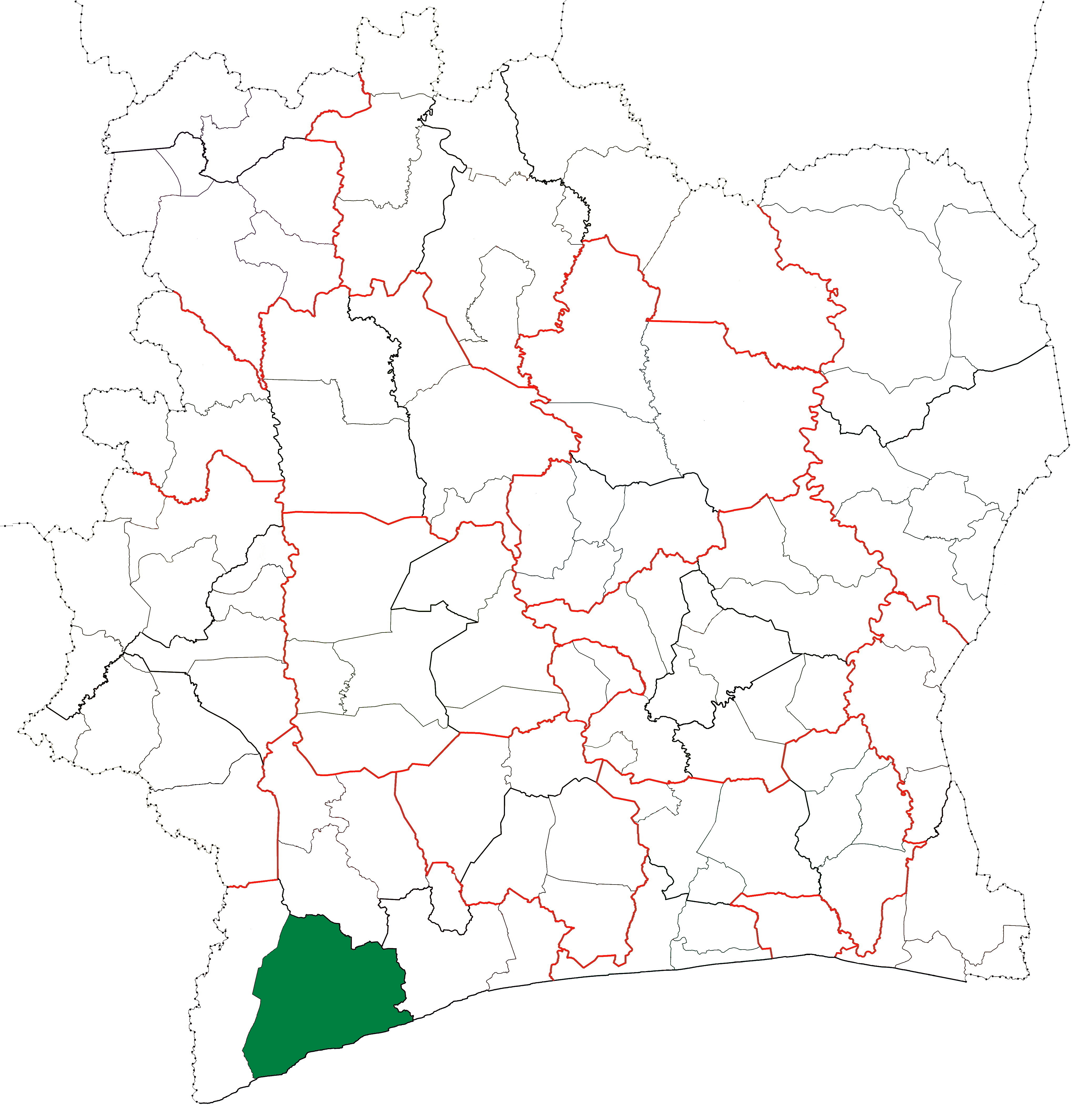

聖佩德羅省（San-Pédro Department），是科特迪瓦的省份，位於該國西南部下薩桑德拉區，由聖佩德羅大區負責管轄，西面是塔布省，成立於1988年，面積7,072平方公里，2014年人口631,156，人口密度每平方公里89人。